# Pankreatin
Pankreatin ist ein enzymatisch aktives, komplexes Gemisch von Wirkstoffen tierischen Ursprungs, die aus der Bauchspeicheldrüse von Hausschweinen gewonnen werden.

## Gewinnung und Zusammensetzung
Die Gewinnung des Wirkstoffs erfolgt durch Extraktion der Schweine-Pankreasdrüsen, Aufreinigung und Trocknung des Extraktes. So erhält man üblicherweise ein braunes Pulver, das die Augen reizt und teilweise in Wasser löslich ist. Die benötigten Pankreasdrüsen fallen als Nebenprodukt in Schlachthöfen bei der Gewinnung von Schweinefleisch für Lebensmittelzwecke an. Wie alle Grundstoffe tierischen Ursprungs für die Arzneimittelherstellung unterliegen die Drüsen und der Herstellungsprozess strengen Qualitätskontrollen, weshalb regelmäßig Lieferengpässe zu verzeichnen sind.
Die Hauptinhaltsstoffe von Pankreatin sind Lipasen, Amylasen und verschiedene Proteasen.

## Therapeutika

### Historisch
Bereits im ersten Drittel des 20. Jahrhunderts wurden Salben und Streupulver aus Pankreatin zur Behandlung von Furunkeln, Erythemen und Brandwunden verwendet.
1928 hat Hans Axmann (1862–1934) Narben behandelt. Zur gleichen Zeit nutzte Erich Bumm (geb. 1899) Pankreatin-Stäbchen zur Therapie von Knochenmarksentzündungen. Auch konnten Portiokarzinome nach der Bestrahlung mit den Stäbchen gereinigt werden.
Entzündungen im Mund-Rachen-Raum wurden mit Gurgelmitteln wie Yatrobar oder entzündetes Zahnfleisch mit Zahnpasta wie Pepsodent behandelt. Auch bei ihnen beruht die Wirkung auf dem Pankreatin.

### Heutzutage
Aus dem Wirkstoffgemisch werden Medikamente zum Ersatz von Pankreasenzymen bei Erkrankungen der Bauchspeicheldrüse hergestellt, zum Beispiel für die Behandlung der exokrinen Pankreasinsuffizienz. Eine vollständige Wiederherstellung der Verdauung ist damit allerdings nicht möglich.
Wichtigster therapeutischer Bestandteil von Pankreatin sind die Lipasen, die die Aufspaltung der Nahrungsfette bewirken und somit den Ernährungszustand des Patienten verbessern und gleichzeitig unangenehme Begleiterscheinungen einer mangelnden Fett-Verdauung, wie zum Beispiel Fettstuhl vermeiden sollen.
Lipasen aus Schweinepankreas sind säurelabil. Darum werden pankreatinhaltige Arzneimittel magensaftresistent überzogen, um die Enzyme vor der Magensäure zu schützen. Nach der Magenpassage und dem pH-Wert-Wechsel beim Eintritt in den Dünndarm löst sich der Schutzfilm auf und gibt den Wirkstoff frei, der nun im Nahrungsbrei enzymatisch wirken kann.
Pankreatinhaltige Arzneimittel müssen direkt mit der Mahlzeit eingenommen werden, damit sie zusammen mit der aufgenommenen Nahrung im Dünndarm ankommen, um dort ihre Wirkung zu entfalten.
In Kosmetikartikeln wird es in der Liste der Inhaltsstoffe unter PANCREATIN (INCI) aufgeführt.

## Kritik
Die Behandlung mit Pankreatin ist umstritten, da der Wirkstoff aus Schlachtabfällen von Schweinen produziert wird. Dem Gewinnungsverfahren stehen Teile der islamischen sowie der jüdischen Welt kritisch gegenüber. Für Patienten, die Präparate vom Schwein aus religiösen oder ideologischen Gründen ablehnen, sind Verdauungsenzyme pilzlichen Ursprungs (Rizoenzyme aus Reispilzen) eine therapeutische Alternative. An einem neuen Verfahren, das auf der Produktion von Verdauungsenzymen durch Einzeller basiert, forschen derzeit das Universitätsklinikum Münster und das Universitätsklinikum der Ruhr-Universität Bochum sowie das Biotechunternehmen Cilian.

## Handelsnamen
Pankreatinhaltige Arzneimittel (siehe auch Arzneimittelverzeichnis) sind: Cotazym (DE), Enzym Lefax forte (DE), Kreon (DE, AT; in CH als Creon), Lipazym (DE), Mezym (DE), Ozym (DE), Pancrin (DE, AT), Pangrol (DE), Panpur (DE), Pankreatan (DE), Pankreoflat (AT), Panzynorm (CH, DE), Panzytrat (CH, DE).
In der Tiermedizin wird Pankreatin als Pankreativ THG, Astoral Almazyme und Pancrex-Vet vertrieben.